# Diploglossus microlepis
Diploglossus microlepis — вид веретільницеподібних ящірок родини Diploglossidae.

## Поширення і екологія
Diploglossus microlepis відомі лише за типовим зразком невідомого походження, зібраним у 1831 році.